# Dmitri Antilevski
Dmitri Sergueïevitch Antilevski (en russe : Дмитрий Сергеевич Антилевский) ou Dzmitry Siarheïevitch Antsilewski (en biélorusse : Дзмітрый Сяргеевіч Анцілеўскі) est un footballeur international biélorusse né le 12 juin 1997 à Minsk. Il évolue au poste d'attaquant.

## Carrière

### En club
Il inscrit quatre buts dans le championnat de Biélorussie en 2018.

### En sélection
Avec les moins de 17 ans, il est l'auteur d'un doublé lors d'une rencontre amicale contre la Lettonie en juillet 2013.
Avec les moins de 19 ans, il inscrit trois buts. Il est notamment l'auteur d'un doublé contre l'équipe de Saint-Marin en octobre 2015, à l'occasion des éliminatoires du championnat d'Europe des moins de 19 ans 2016.
Avec les espoirs, il inscrit six buts. Il est notamment l'auteur d'un doublé contre la Moldavie en octobre 2017, lors des éliminatoires de l'Euro espoirs 2019.
Appelé par Mikhaïl Markhel (en) avec l'équipe A au mois de novembre 2020, Antilevski connaît sa première sélection face à la Lituanie le 15 novembre 2020 dans le cadre de Ligue des nations.

## Palmarès
BATE Borisov
- Champion de Biélorussie en 2016.
- Finaliste de la Coupe de Biélorussie en 2016.